# Jakob Schönberg
Jakob Schönberg (geboren 8. September 1900 in Fürth; gestorben 1. Mai 1956 in New York City) war ein deutscher Komponist und Musikwissenschaftler.

## Leben und Werk

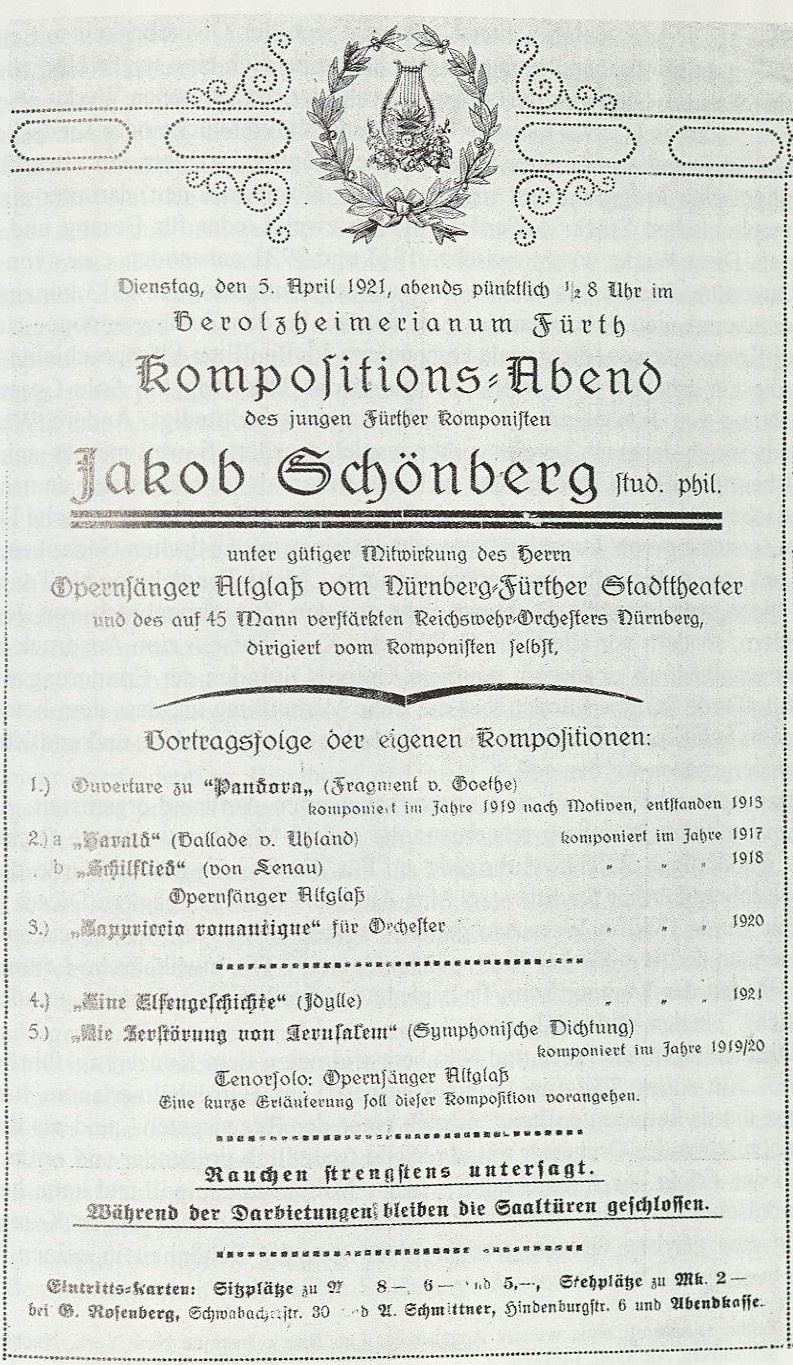
Kompositionsabend in Fürth 1921

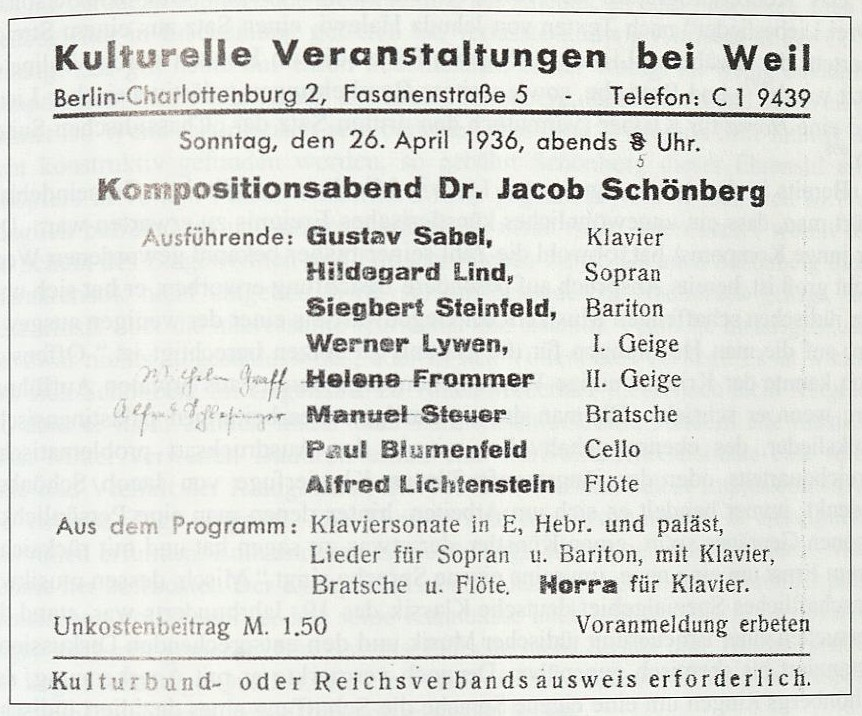
Kompositionsabend in Berlin 1936

Jakob Schönberg, entfernter Verwandter des ungleich bekannteren österreichischen Komponisten Arnold Schönberg, war Sohn eines Kantors der Claus-Synagoge in Fürth. Bereits als Fünfjähriger erhielt er Klavierunterricht. 1906 bis 1916 besuchte er die Israelitische Realschule in Fürth, danach bis 1919 die Oberrealschule in Nürnberg. Es schlossen sich Studien an der Technischen Hochschule in Darmstadt und der Universität Berlin an. 1925 wurde Schönberg mit der Dissertation Die traditionellen Gesänge des Israelitischen Gottesdienstes in Deutschland an der Universität Erlangen promoviert.
Schönberg bestritt seinen Lebensunterhalt als Pianist, Musikkritiker der Nürnberger Zeitung, Dirigent und Komponist. 1923 wurde sein erstes Orchesterwerk, Prelude Symphonique, uraufgeführt. Der Bayerische Rundfunk München, für den er als musikalischer Berater arbeitete, führte mehrere seiner Orchesterkompositionen auf. Außerdem schrieb er Filmmusik, die teilweise von den Verlagen Schott’s Söhne (Mainz) sowie Hawkes & Son (London) gedruckt wurde.
Nach der Nationalsozialistischen Machtergreifung 1933 verlor Schönberg seine Stellungen bei der Nürnberger Zeitung und dem Bayerischen Rundfunk. In Berlin wurde er Musikkritiker der Jüdischen Rundschau und wandte sich verstärkt der jüdischen Musikfolklore in Palästina zu, die sich auch in seinen Kompositionen widerspiegelt. 1935 entstand eine Anthologie mit 230 hebräischen Gesängen Schirej Erez Israel (Lieder aus dem Land Israel). Die dreisätzige Chassidische Suite (zunächst für Klavier, später für Orchester gesetzt) wurde zwischen 1936 und 1938 mehrfach in der Orchesterversion durch die Jüdischen Kulturbünde in Berlin und Frankfurt am Main aufgeführt.
1939 emigrierte Schönberg nach England. Über seine englischen Jahre ist wenig bekannt. Offenbar entstanden nach der Emigration aus Deutschland keine Kompositionen mehr. 1948 übersiedelte er nach New York City, wo im gleichen Jahr der Pianist Ray Lev einen Satz aus der Chassidischen Suite in der Carnegie Hall spielte. Schönberg lehrte an der Trinity School in New York und später an der Carnegie School of Music in Englewood (New Jersey). 1956 verstarb Jakob Schönberg an einem Hirntumor.
Nach Jahrzehnten fast vollständiger Vergessenheit erschien 2012 eine Doppel-CD mit Liedern und kammermusikalischen Kompositionen Schönbergs beim Label Profil.